# 日本自動車殿堂

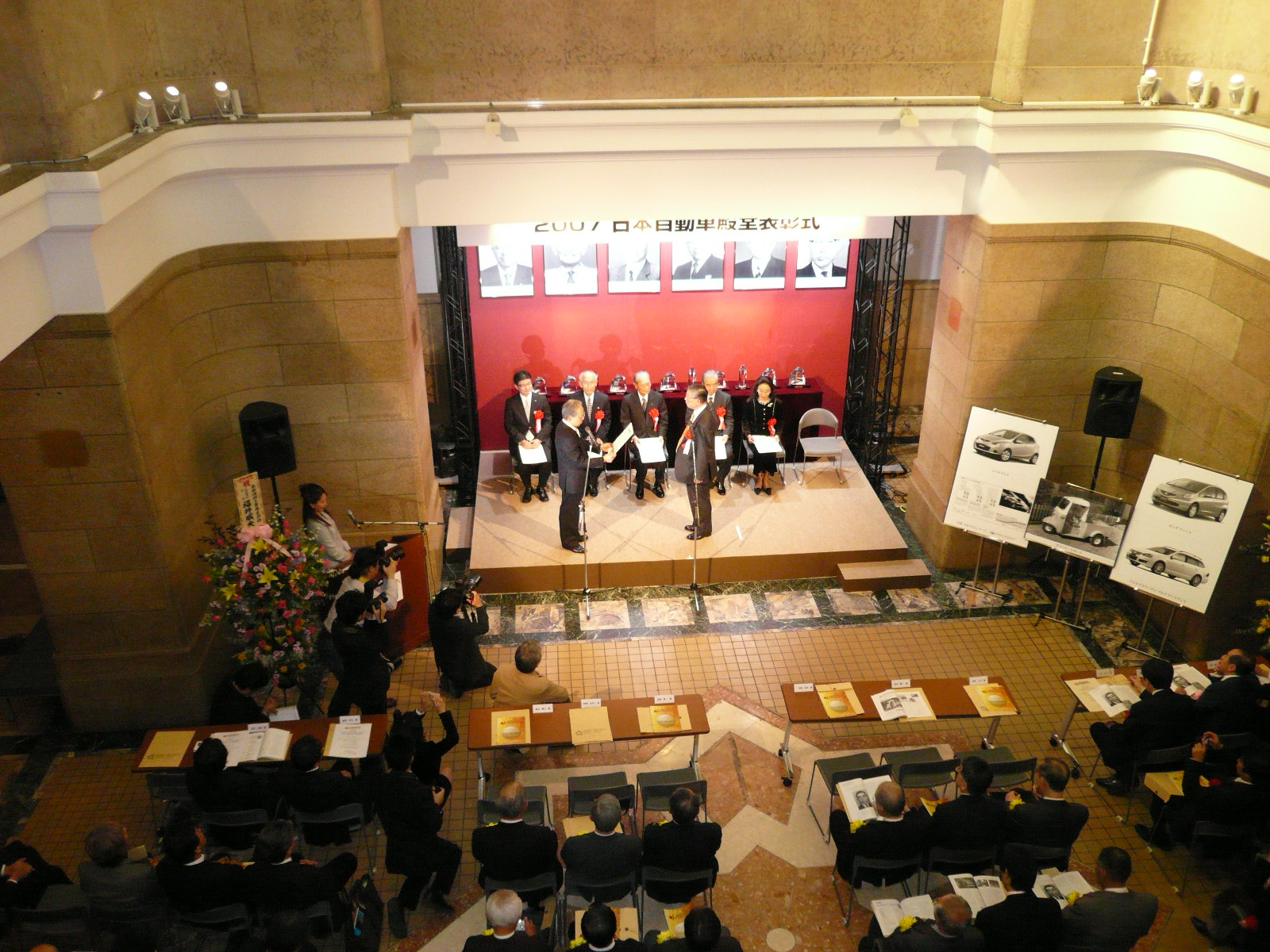
2007年の表彰式

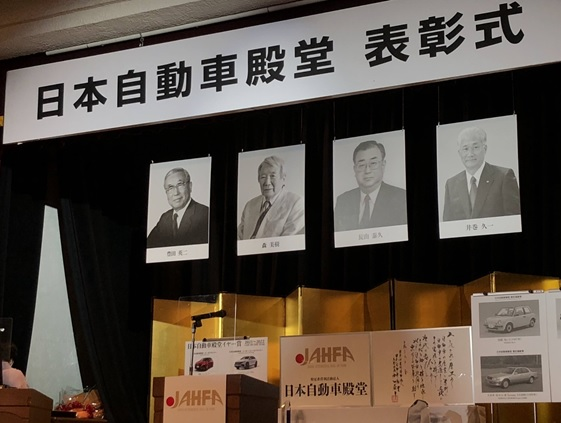
2021年の表彰式

日本自動車殿堂は、「日本における自動車産業・学術・文化などの発展に寄与し、豊かな自動車社会の構築に貢献した人々の偉業を讃え、殿堂入りとして顕彰し、永く後世に伝承してゆくことを主な活動とする」特定非営利活動法人。略称はJAHFA（ジャファ）。

## 殿堂者
- 2001年 - 藤沢武夫、梁瀬次郎、平尾収、石橋正二郎、本田宗一郎、豊田喜一郎
- 2002年 - 鈴木修、高橋国光、橋本増治郎、隈部一雄、豊川順彌
- 2003年 - 西田通弘、近藤政市、浅原源七、梶祐輔、神谷正太郎
- 2004年 - 山本峰雄、百瀬晋六、久米是志、前田彰三、カルロス・ゴーン、長谷川龍雄
- 2005年 - 富塚清、中村良夫、櫻井眞一郎、信元安貞、五十嵐平達
- 2006年 - 川本信彦、亘理厚、小堀保三郎、古庄宏輔、関敏郎
- 2007年 - 大野耐一、山本健一、中塚武司、荻原八郎、宇留野藤雄、鈴木賢七郎
- 2008年 - 美安達子、景山克三、田中次郎、稲川誠一、片山豊
- 2009年 - 古浜庄一、齋藤孟、久保富夫、内海倫、大橋孝至
- 2010年 - 高田重一郎、井口雅一、星子勇、八木静夫、太田祐雄
- 2011年 - 鈴木孝、吉田真太郎、鮎川義介、矢野倖一
- 2012年 - 川上源一、三本和彦、原禎一、塩地茂生
- 2013年 - 富谷龍一、水澤譲治、小林彰太郎、ウィリアム・ゴーハム
- 2014年 - 島津楢蔵、濱脇洋二、伊藤正男、佐々木烈
- 2017年 - 宮川秀之、高島鎮雄、木村治夫、鈴木孝幸
- 2018年 - 大倉喜七郎、中川良一、秋山良雄
- 2019年 - 小杉二郎、染谷常雄、大槻幸雄[3]
- 2020年 - 岡並木、平井敏彦、伊藤修令
- 2021年 - 豊田英二、森美樹、長山泰久、井巻久一
- 2022年 - 山羽虎夫、中村健也、増田忠、篠塚建次郎
- 2023年 - 豊田章一郎、小口泰平、佐野彰一、相川哲郎
- 2024年 - 酒井文人、下川浩一、内山田竹志、大聖泰弘、原昌宏

## 歴史遺産車
- 2003年 - マツダ・コスモスポーツ
- 2004年 - スバル・360
- 2005年 - ホンダ・シビック
- 2006年 - トヨペット・クラウン
- 2007年 - ダイハツ・ミゼット
- 2008年 - スズキ・スズライト
- 2009年 - ホンダ・スーパーカブ
- 2010年 - 三菱・500
- 2011年 - ダットサン・12型フェートン
- 2012年 - トヨタ・スポーツ800
- 2013年 - ホンダ・N360
- 2014年 - いすゞ・117クーペ
- 2017年 - スバル・1000、ダイハツ・ツバサ号三輪トラック、トヨタ・ランドクルーザー40系、プリンス・スカイラインGT
- 2018年 - 日野・アンダーフロアーエンヂンバスBD10型、トヨタ・カローラ、ホンダ・ドリームCB750FOUR
- 2019年 - 三菱A型、いすゞエルフTL151型、ヤマハスポーツSR400、マツダ/ユーノスロードスター[3]
- 2020年 - トヨペット ライトトラック SKB、ホンダ RA272、初代スズキ・ジムニー（LJ10型）[4]
- 2021年 - カワサキ・Z1/Z2、日産・Be-1、トヨタ・セルシオ/レクサス・LS400
- 2022年 - 筑波号、日産・フェアレディZ（初代）/ダットサン・240Z、スズキ・GSX1100S KATANA / GSX750S、トヨタ・プリウス（初代）
- 2023年 - オートモ号、ダットサン・ブルーバード（510型）/ダットサン・510、三菱・パジェロ（初代）、マツダ・787B
- 2024年 - NS号、トヨタ・2000GT、スズキ・アルト（初代）、スバル・レガシィ（初代）

## イヤー賞
当該年度の最も優れた乗用車およびその開発チームを表彰するもので、「カーオブザイヤー」、「インポートカーオブザイヤー」、「カーデザインオブザイヤー」、「カーテクノロジーオブザイヤー」の4賞がある。
| 年度   | カーオブザイヤー                                  | インポートカーオブザイヤー                              | カーデザインオブザイヤー                                     | カーテクノロジーオブザイヤー                                              |
| ------ | ------------------------------------------------- | ------------------------------------------------------- | ------------------------------------------------------------ | ------------------------------------------------------------------------- |
| 2001年 | ホンダ・フィット トヨタ・エスティマハイブリッド   |                                                         | トヨタ・カムリ 日産・プリメーラ                              |                                                                           |
| 2002年 | ホンダ・アコード マツダ・アテンザ                 |                                                         | トヨタ・イスト 日産・キューブ                                |                                                                           |
| 2003年 | マツダ・RX-8                                      | フォルクスワーゲン・トゥアレグ                          | トヨタ・プリウス ポルシェ・カイエン                          | ホンダ・インスパイア                                                      |
| 2004年 | トヨタ・クラウン/クラウンマジェスタ               | マセラティ・クアトロポルテ                              | トヨタ・ポルテ アウディ・A6                                  | ホンダ・レジェンド フォルクスワーゲン・ゴルフ                             |
| 2005年 | ホンダ・シビック                                  | プジョー・407                                           | BMW・3シリーズ                                               | レクサス・GS430                                                           |
| 2006年 | レクサス・LS460                                   | アルファロメオ・ブレラ                                  | 三菱・i                                                      | アウディ・TTクーペ                                                        |
| 2007年 | ホンダ・フィット                                  | フォルクスワーゲン・ゴルフヴァリアント                  | マツダ・デミオ                                               | 日産・スカイラインクーペ                                                  |
| 2008年 | トヨタ・iQ                                        | アウディ・A4/A4アバント                                 | トヨタ・iQ                                                   | 日産・エクストレイル20GT                                                  |
| 2009年 | ホンダ・インサイト                                | フォルクスワーゲン・ゴルフ                              | トヨタ・プリウス                                             | 三菱・i-MiEV                                                              |
| 2010年 | ホンダ・フィットハイブリッド                      | フォルクスワーゲン・ポロ                                | ホンダ・CR-Z                                                 | スバル・アイサイト(Ver.2)                                                 |
| 2011年 | 日産・リーフ                                      | フォルクスワーゲン・パサート                            | 日産・リーフ                                                 | マツダ・デミオスカイアクティブ                                            |
| 2012年 | ホンダ・N-BOX+                                    | フォルクスワーゲン・up!                                 | フォルクスワーゲン・up!                                      | マツダ・CX-5SKYACTIV-D2.2                                                 |
| 2013年 | ホンダ・フィットハイブリッド                      | フォルクスワーゲン・ゴルフ                              | ボルボ・V40                                                  | ホンダ・アコードスポーツハイブリッドi-MMD                                 |
| 2014年 | スズキ・ハスラー                                  | メルセデス・ベンツ・Cクラス                             | BMW・i8                                                      | マツダ・デミオSKYACTIV-D1.5                                               |
| 2015年 | マツダ・ロードスター                              | プジョー・308SW                                         | ホンダ・S660                                                 | トヨタフューエルセルシステム                                              |
| 2016年 | トヨタ・プリウス                                  | フォルクスワーゲン・ゴルフトゥーラン                    | ダイハツ・ムーヴキャンバス                                   | ホンダ・クラリティ フューエル セル                                        |
| 2017年 | ホンダ・N-BOX                                     | LEXUS・LC500                                            | ボルボ・S90/V90/V90 Cross Country                            | 日産・リーフ搭載技術                                                      |
| 2018年 | マツダ・CX-8                                      | BMW・X2                                                 | レンジローバー・ヴェラール                                   | トヨタ コネクティッド・サービス搭載技術                                   |
| 2019年 | 「トヨタ・カローラ/ツーリング」および開発グループ | 「メルセデス・ベンツ・Aクラスセダン」およびインポーター | 「BMW・Z4」およびデザイングループ                            | 「日産・スカイラインプロパイロット2.0」および開発グループ                 |
| 2020年 | 「ホンダ・フィット」（）および開発グループ        | 「プジョー・208/e-208」およびインポーター               | 「マツダ・CX-30」およびデザイングループ                      | 「都市型RWD EVシステム：ホンダ・e」および開発グループ                     |
| 2021年 | 「日産・ノート オーラ」および開発グループ         | 「メルセデス・ベンツ・EQA」およびインポーター           | 「ホンダ・ヴェゼル」およびデザイングループ                   | 「ホンダセンシングエリート：ホンダ・レジェンド」および開発グループ        |
| 2022年 | 「日産・サクラ」「三菱・eKクロスEV」              | 「メルセデス・ベンツ・EQS」                             | 「トヨタ・クラウン（クロスオーバー）」およびデザイングループ | 「ドライバーサポートと緊急時対応の技術：マツダ・CX-60」および開発グループ |
| 2023年 | 「トヨタ・プリウス」および開発グループ            | 「フォルクスワーゲン・ID.4」およびインポーター          | 「トヨタ・プリウス」およびデザイングループ                   | 「SUBARU 広角単眼カメラ付き新世代アイサイト」および開発グループ           |
| 2024年 | 「トヨタ・クラウン（セダン）」および開発グループ  | 「ボルボ・EX30」およびインポーター                      | 「トヨタ・クラウン（スポーツ）」およびデザイングループ       | 「e-SKYACTIV R-EV：マツダ・MX-30 Rotary-EV」および開発グループ            |